# Federace Bosny a Hercegoviny
Federace Bosny a Hercegoviny (srbochorvatsky latinkou Federacija Bosne i Hercegovine, cyrilicí Федерација Босне и Херцеговине) je jedna ze dvou entit Bosny a Hercegoviny, druhá je Republika srbská. Federace Bosny a Hercegoviny se skládá z deseti autonomních kantonů s vlastními vládami a zákonodárnými sbory.
Federace vznikla Washingtonskou dohodou z roku 1994, která ukončila chorvatsko-bosňáckou válku v rámci bosenské války, a dala vzniknout ustavujícímu shromáždění, které pokračovalo ve své práci až do října 1996.
Federace má hlavní město, vládu, prezidenta, parlament, celní a policejní oddělení a dva poštovní systémy. Zabírá asi polovinu území Bosny a Hercegoviny. Od roku 1996 do roku 2005 měla vlastní armádu, Armádu Federace Bosny a Hercegoviny, později sloučenou do Ozbrojených sil Bosny a Hercegoviny. Hlavním a největším městem je Sarajevo s 275 524 obyvateli.

## Historie
Základy pro vytvoření Federace Bosny a Hercegoviny byly položeny Washingtonskou dohodou z března 1994. Podle dohody mělo být spojené území držené Armádou Republiky Bosna a Hercegovina a silami Chorvatské rady obrany rozděleno do deseti autonomních kantonů podle plánu Vance-Owen. Kantonální systém byl vybrán, aby zabránil dominanci jedné etnické skupiny nad jinou. Většinu území, které si Chorvati a Bosňáci nárokovali za svou Federaci, však v té době stále kontrolovali bosenští Srbové.
Washingtonská dohoda byla implementována na jaře 1994 svoláním Ústavního shromáždění, které 24. června přijalo a vyhlásilo Ústavu Federace Bosny a Hercegoviny.
V roce 1995 porazila bosenská vojska a bosenskochorvatské síly Federace Bosny a Hercegoviny síly Autonomní provincie Západní Bosna a toto území bylo přidáno k federaci (Unsko-sanský kanton).

### Po válce

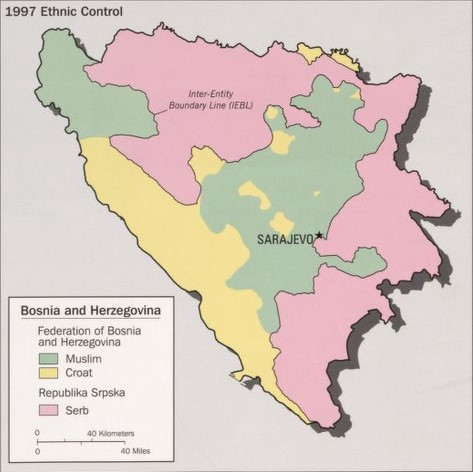
Bosna a Hercegovina v roce 1997
Oblasti pod kontrolou Bosňáků
Chorvatská Herceg-Bosna

Daytonskou dohodou z roku 1995, která ukončila čtyřletou válku, byla Federace Bosny a Hercegoviny definována jako jedna ze dvou entit Bosny a Hercegoviny, která vedle Republiky srbské tvoří 51 % rozlohy země. Kantony a federální struktura byly po válce budovány poměrně pomalu. Separatistické chorvatské instituce Herceg-Bosny existovaly a fungovaly paralelně s institucemi federacemi až do let 1996–97, kdy byly postupně zrušeny. 8. března 2000 vznikl distrikt Brčko jako autonomní část v rámci Bosny a Hercegoviny a vznikl z části území obou bosenských celků. Distrikt Brčko je nyní kondominium, které patří k oběma subjektům.
V letech 2001–2002 Úřad vysokého představitele (OHR) prosadil změny ústavy federace a jejího volebního zákona v souladu s rozhodnutími Ústavního soudu Bosny a Hercegoviny o politické rovnosti tří konstitučních národů (U-5/98). To vyvolalo stížnosti bosenských Chorvatů, kteří tvrdili, že byli zbaveni svých práv na zastupování, protože Bosňáci začali ovládat většinu i v horní komoře. Nespokojení chorvatští politici zřídili samostatné chorvatské národní shromáždění, uspořádali referendum souběžně s volbami a vyhlásili svou samosprávu v oblastech federace s chorvatskou většinou. Jejich pokusy skončily krátce po tvrdém zásahu SFOR a soudním řízení.
Chorvatské politické strany, které nejsou spokojeny se zastoupením Chorvatů ve federaci, trvají na vytvoření federální jednotky s většinou chorvatských území namísto několika kantonů. SDA a další bosenské strany se proti tomu ostře staví. V září 2010 Mezinárodní krizová skupina varovala, že „spory mezi vůdci Bosňáků a Chorvatů a nefunkční administrativní systém ochromily rozhodování, postavily subjekt na pokraj bankrotu a vyvolaly sociální nepokoje“. V lednu 2017 Chorvatské národní shromáždění prohlásilo, že „chce-li se Bosna a Hercegovina stát soběstačná, pak je nutné provést administrativně-územní reorganizaci, která by zahrnovala federální jednotku s chorvatskou většinou. Zůstává trvalou snahou chorvatského lidu Bosny a Hercegoviny.“
V letech 2010–14 byla vláda federace vytvořena SDP bez souhlasu hlavních chorvatských politických stran, což vedlo k politické krizi.
Souběžně s rozhovory o otázce Sejdic-Finci na státní úrovni zprostředkované EU podpořilo velvyslanectví USA v únoru 2013 odbornou pracovní skupinu, která v roce 2013 předložila Sněmovně reprezentantů FBIH svých 188 doporučení s cílem řešit nákladné a komplexní správní struktury s překrývajícími se pravomocemi mezi federací, kantony a obcemi, jak je v současnosti obsaženo v ústavě federace. Iniciativa nakonec nebyla Parlamentem přijata.
Po odvolání HDZ BiH Božo Ljubiće zrušil v prosinci 2016 Ústavní soud Bosny a Hercegoviny volební vzorec pro nepřímou volbu Sněmovny lidu federace s tím, že nezaručuje legitimní zastoupení konstitučních národů. Je pozoruhodné, že rozhodnutí se neshodovalo se stanoviskem amicus curiae Benátské komise ve stejné věci. Vzhledem k tomu, že chybí legislativní úpravy k revizi volebního zákona, v létě 2018 Ústřední volební komise Bosny a Hercegoviny prozatímně uzákonila nový vzorec pro složení Sněmovny lidu, založený na vzorci minimálního zastoupení (jeden poslanec za každého voliče v každém kantonu) a při sčítání lidu v roce 2013.
V roce 2022 vysoký představitel zavedl změny federální ústavy a volebního zákona, které provedly Ljubićův verdikt. Změny také rekonstruovaly původní rovnováhu sil mezi Chorvaty a Bosňáky ve federaci, jak si představovala Washingtonská dohoda.
V roce 2023 vysoký představite na jeden den pozastavil platnost federální ústavy, aby nastolil novou vládu. Vznikl tak obrovský skandál a politická krize. Někteří to vidí jako akt „zrady“.

## Vláda a politika

Vlajka federace mezi lety 1996 až 2007

Znak federace v letech 1996 až 2007

Federace BaH zabírá přibližně polovinu území celé Bosny a Hercegoviny, má však o něco větší hustotu osídlení. Její hlavní město je – stejně jako celé země – Sarajevo. Podobně jako Republika srbská má i Federace BaH vlastní parlament, vládu s ministerstvy a prezidenta.
- Prezident Federace Bosny a Hercegoviny (Predsjednik Federacije Bosne i Hercegovine), úřad zpravidla zastává Chorvat, vedle toho jsou voleni 2 místopředsedové (Bosňák a Srb)

- Parlament Federace Bosny a Hercegoviny (Parlament Federacije Bosne i Hercegovine)
  - Poslanecká sněmovna Parlamentu Federace Bosny a Hercegoviny (Predstavnički dom Parlamenta Federacije Bosne i Hercegovine) – 98 členů, z toho 70 je voleno přímo ve 12 volebních okrscích (kde se vybírá 3 až 9 poslanců) a dalších 28 kompenzačních mandátů je přiděleno na úrovni celé Federace BaH, v čele sněmovny stojí předseda a 2 místopředsedové
  - Sněmovna národů Parlamentu Federace Bosny a Hercegoviny (Dom naroda Parlamenta Federacije Bosne i Hercegovine) – 58 členů, z toho 17 Bosňáků, 17 Chorvatů, 17 Srbů a 7 zástupců ostatních národů, v čele sněmovny stojí předseda a dva místopředsedové

- Vláda Federace Bosny a Hercegoviny (Vlada Federacije Bosne i Hercegovine)[12] – 16 členů, z toho 8 Bosňáků, 5 Chorvatů a 3 Srbové, v čele kabinetu zpravidla stojí Bosňák
  - Ministerstvo vnitra (Ministarstvo unutrašnjih poslova)
    - Policie Federace Bosny a Hercegoviny [13]

  - Ministerstvo spravedlnosti (Ministarstvo pravde)
  - Ministerstvo financí (Ministarstvo finansija)
  - Ministerstvo energetiky, hornictví a průmyslu (Ministarstvo energije, rudarstva i industrije)
  - Ministerstvo dopravy a komunikací (Ministarstvo prometa i komunikacija)
  - Ministerstvo práce a sociálních věcí (Ministarstvo rada i socijalne politike)
  - Ministerstvo pro vysídlence a uprchlíky (Ministarstvo raseljenih osoba i izbjeglica)
  - Ministerstvo pro otázky veteránů a válečných invalidů obranně-osvobozenecké války (Ministarstvo za pitanja boraca i invalida odbrambeno-oslobodilačkog rata)
  - Ministerstvo zdravotnictví (Ministarstvo zdravstva)
  - Ministerstvo vzdělávání a vědy (Ministarstvo obrazovanja i nauke)
  - Ministerstvo kultury a tělovýchovy (Ministarstvo kulture i sporta)
  - Ministerstvo obchodu (Ministarstvo trgovine)
  - Ministerstvo územního plánování (Ministarstvo prostornog uređenja)
  - Ministerstvo zemědělství, vodohospodářství a lesnictví (Ministarstvo poljoprivrede, vodoprivrede i šumarstva)
  - Ministerstvo pro rozvoj, podnikání a řemesla (Ministarstvo razvoja, poduzetništva i obrta)
  - Ministerstvo životního prostředí a cestovního ruchu (Ministarstvo okoliša i turizma)

S Republikou srbskou a má Federace BaH společnou armádu, hraniční policii, cizineckou policii, úřad vyšetřování, měnu, kterou je Konvertibilní marka a ústřední vládu reprezentovanou tříčlenným Předsednictvem/Prezídiem Bosny a Hercegoviny (Predsjedništvo Bosne i Hercegovine) a Radou ministrů Bosny a Hercegoviny (Vijeće ministara/Savjet ministara Bosne i Hercegovine).

### Administrativní členění
Federace BaH se dělí na 10 vysoce autonomních jednotek – kantonů (kantoni) a ty pak na 79 obcí (općine). Některé obce mají status města. Chorvaté kantony jednostranně označují za župy (županije). V letech 1994–1999 se Tuzlanský kanton nazýval Tuzlansko-podrinský kanton a Bosensko-podrinský kanton Goražde v letech 1994–2001 pak Goraždansko-podrinský kanton.

## Demografie

### Složení obyvatelstva
- Sčítání lidu podle etnické příslušnosti (2013)[14][15]
  - celkem: 2 219 220
  - Bosňáci: 1 562 372 (70,4 %)
  - Chorvaté: 497 883 (22,4 %)
  - Srbové: 56 550 (2,5 %)
  - Ostatní/nevyjádřilo se: 102 415 (4,6 %), v tom Bosňané 35 687, Romové 10 036, Muslimové 10 222 a Bosňané a Hercegovci 11 160

- Sčítání lidu podle náboženského vyznání (2013)[14][15]
  - celkem: 2 219 220
  - islámské: 1 581 868 (71,3 %)
  - katolické: 490 450 (22,1 %)
  - pravoslavná: 57 120 (2,6 %)
  - ostatní/nevyjádřilo se: 89 782 (4,0 %), v tom muslimské 20 212, římskokatolické 5 515, ateisti 21 508, agnostici 9 425 a svědkové Jehovovi 844

- Sčítání lidu podle mateřského jazyka (2013)[14][15]
  - celkem: 2 219 220
  - bosenský: 1 656 461 (74,6 %)
  - chorvatský: 478 624 (21,6 %)
  - srbský: 43 624 (2,0 %)
  - ostatní/nevyjádřilo se: 40 511 (1,8 %), v tom srbochorvatský 14 704, romský 4 138, albánský 2 215, bosenskochorvatskosrbský 1856, turecký 1 222, bosňácký 876 a bosenskosrbskochorvatský 857

| Číslo | Znak | Kanton                            | Správní středisko | Počet obcí/okresů | Rozloha (km2) | Populace  | Hustota zalidnění | Etnické složení                                               |
| ----- | ---- | --------------------------------- | ----------------- | ----------------- | ------------- | --------- | ----------------- | ------------------------------------------------------------- |
| 1     |      | Unsko-sanský kanton               | Bihać             | 8                 | 4 125,0       | 273 261   | 66,3              | 90,0 % Bosňáků, 3,1 % Srbů a 1,9 % Chorvatů                   |
| 2     |      | Posavský kanton                   | Orašje            | 3                 | 324,6         | 43 453    | 133,9             | 77,3 % Chorvatů, 19,0 % Bosňáků a 1,9 % Srbů                  |
| 3     |      | Tuzlanský kanton                  | Tuzla             | 13                | 2 649,0       | 445 028   | 168,0             | 88,2 % Bosňáků, 5,3 % Chorvatů a 1,6 Srbů                     |
| 4     |      | Zenicko-dobojský kanton           | Zenica            | 12                | 3 343,3       | 364 433   | 115,8             | 82,3 % Bosňáků, 11,9 % Chorvatů a 1,4 % Srbů                  |
| 5     |      | Bosensko-podrinský kanton Goražde | Goražde           | 3                 | 504,6         | 23 734    | 47,0              | 94,0 % Bosňáků a 3,7 % Srbů                                   |
| 6     |      | Středobosenský kanton             | Travnik           | 12                | 3 189,0       | 254 686   | 79,9              | 57,6 % Bosňáků, 38,3 % Chorvatů a 1,2 % Srbů                  |
| 7     |      | Hercegovsko-neretvanský kanton    | Mostar            | 9                 | 4 401,0       | 222 007   | 50,5              | 53,3 % Chorvatů, 41,4 % Bosňáků a 2,9 % Srbů                  |
| 8     |      | Západohercegovský kanton          | Široki Brijeg     | 4                 | 1 362,2       | 94 898    | 71,9              | 98,8 % Chorvatů a 0,8 % Bosňáků                               |
| 9     |      | Kanton Sarajevo                   | Sarajevo          | 9                 | 1 276,9       | 413 593   | 323,9             | 83,8 % Bosňáků, 4,2 % Chorvatů a 3,2 % Srbů                   |
| 10    |      | Kanton 10                         | Livno             | 6                 | 4 934,9       | 84 127    | 17,1              | 76,8 % Chorvatů, 13,0 % Srbů a 9,6 % Bosňáků                  |
|       |      |                                   |                   | 79                | 26 110,5      | 2 219 220 | 85,0              | 70,4 % Bosňáků, 22,4 % Chorvatů, 2,5 % Srbů a 4,6 % ostatních |

### Významná města a sídla

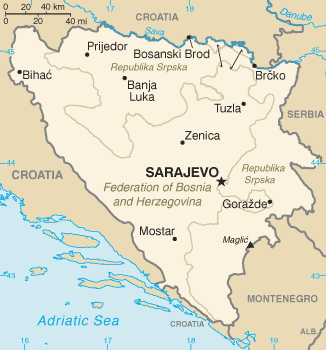
Federace BaH vyznačená na mapě Bosny a Hercegoviny

- Sarajevo (275 524), status města od roku 1878, nyní se skládá z městských částí (obcí) Stari Grad, Centar, Novo Sarajevo a Novi Grad
- Tuzla (110 979), status města od roku 2014
- Zenica (110 663), status města od roku 2014
- Mostar (105 797), status města od roku 1878
- Ilidža (66 730), nemá status města
- Cazin (66 149), status města od roku 2017
- Živinice (57 765), status města od roku 2019
- Bihać (56 261), status města od roku 2014
- Travnik (53 482), nemá status města
- Gračanica (45 220), status města od roku 2019
- Livno (34 133), status města od roku 2017
- Široki Brijeg (28 929), status města od roku 2014
- Goražde (22 080), status města od roku 2017
- Roku 2019 získala status města obce/okresy Visoko, Čapljina, Gradačac, Ljubuški a Srebrenik.

## Kultura
Ve Federaci Bosny a Hercegoviny se koná řada kulturních manifestací, jejichž význam přesahuje hranice země. V Sarajevu je například každoročně pořádán Mezinárodní divadelní festival MESS (od 1960), festival Sarajevské dny poezie (Sarajevski dani poezije, od 1962), Sarajevský filmový festival (Sarajevo Film Festival, od 1995) a hudební festival Baščaršijské noci (Baščaršijske noći, od 1996). V Mostaru jsou pak organizovány svátky hudby Mostar Blues & Rock Festival (od 2003) a Mostar Summer Fest (od 2013), v Zenici Festival bosenskohercegovského dramatu (Festival bosanskohercegovačke drame, od 2002) a v Tuzle literární setkání s udílením cen Cum grano salis (od 2001) a Tuzlanský filmový festival (Tuzla Film Festival, od 2012).